# Список вулиць Києва (З)
Це список вулиць міста Києва, назви яких починаються на літеру З.
До списку входять усі урбаноніми Києва, що містяться в офіційному довіднику «Вулиці міста Києва», затвердженому 2015 року, а також у міській інформаційно-аналітичній системі забезпечення містобудівної діяльності (МІАС ЗМД) «Містобудівний кадастр Києва», довіднику «Вулиці Києва» 1995 року та атласі «Київ до кожного будинку». Назви вулиць, які відсутні в офіційному довіднику, подані курсивом. Проєктні вулиці, що мають код у кадастрі, але не мають назв, у списку не наведені.
У списку вулиці подані за алфавітом. Назви вулиць на честь людей відсортовані за прізвищем (якщо прізвище відсутнє — за іменем) і подаються у форматі Прізвище Ім'я і/або Посада. Якщо вулиця названа за цілісним псевдонімом, то сортування відбувається за першою літерою псевдоніма або імені, тобто Бориса Тена подано на літеру Б, Ганни Барвінок — на Г, Дзиґи Вертова — на Д, Івана Багряного — на І, Кузьми Скрябіна — на К, Лесі Українки — на Л, Марка Вовчка, Марка Черемшини, Миколи Хвильового і Мирослава Ірчана — на М, Олени Пчілки і Остапа Вишні — на О, Панаса Мирного — на П, Юрія Клена — на Ю, Якуба Коласа, Яна Райніса, Янки Купали і Януша Корчака — на Я. Вулиці, що мають, окрім назви, порядковий номер, відсортовані за власною назвою, наприклад 2-й Левадний провулок на літеру Л. Вулиця Радгосп «Совки» розміщена на літеру С, вулиця Міста Шалетт — на літеру Ш. Назви вулиць, що починаються на число (окрім вулиць, зазначених вище), записані словами і подані на відповідну літеру (Восьмого Березня, Першого Травня тощо).
Вулиці з назвами «Садова» (в тому числі «номерні») і лінії виділені в окремі списки.
Станом на 1 січня 2023 року в Києві 2833 урбаноніми, з них:
| - 2059 вулиць; - 533 провулки; - 77 ліній; - 59 площ і майданів; | - 32 проспекти; - 22 бульвари; - 15 узвозів; | - 12 проїздів; - 11 шосе; - 5 доріг; | - 3 алеї; - 3 набережних; - 2 тупики. |

Колір фону у списку залежить від типу урбаноніма.
Після списку існуючих вулиць наведено список зниклих вулиць (вулиць, які були ліквідовані або включені до інших вулиць протягом XX—XXI століть), а також список попередніх назв вулиць, починаючи з 1800 року. Назви перейменованих вулиць, що починаються на число (окрім вулиць, зазначених вище), записані словами і подані на відповідну літеру (Третього Інтернаціоналу, Дев'ятого Січня, Дванадцятого Грудня, Двадцять П'ятого Жовтня, Сорокаріччя Жовтня, П'ятдесятиріччя Жовтня, Шістдесятиріччя Жовтня тощо).

## Вулиці міста Києва
| Назва                        | Тип   | Колишні назви                                                                  | Район                    | Місцевість                        | Рік затв.         | Код об'єкта |
| ---------------------------- | ----- | ------------------------------------------------------------------------------ | ------------------------ | --------------------------------- | ----------------- | ----------- |
| Забайківська                 | вул.  | Овражна, Романівська, Профінтерну                                              | Голосіївський            | Забайків'я                        | 2017              | 11384       |
| Забіли Віктора               | вул.  | Училищна, Новошкільна                                                          | Голосіївський            | Деміївка                          | 1977              | 10539       |
| Забіли Наталі                | вул.  | Східна, Цулукідзе                                                              | Шевченківський           | Дехтярі, Нивки                    | 2021              | 11824       |
| Заболотний                   | пров. |                                                                                | Голосіївський            | Хутір Мриги                       |                   | 12675       |
| Заболотного Академіка        | вул.  | Хотівський шлях № 1, Агротехніків                                              | Голосіївський            | Теремки, Феофанія, Віта-Литовська | 1966              | 10540       |
| Завальна                     | вул.  |                                                                                | Дарницький               | Осокорки                          | 1930-ті           | 10541       |
| Заводська                    | вул.  | Луговий пров., Заводський пров.                                                | Оболонський, Подільський | Петрівка                          | 2-га пол. XIX ст. | 10542       |
| Заводський                   | пров. |                                                                                | Дарницький               | Позняки                           |                   | 10543       |
| Заглади Леоніли              | вул.  | Чапаєва                                                                        | Дарницький               | Бортничі                          | 2016              | 11834       |
| Загорівська                  | вул.  | Богоутівська, Богоутська, 9 Січня, Січнева, Будьонного Маршала, Багговутівська | Шевченківський           | Лук'янівка, Татарка               | 2023              | 10044       |
| Загороднього Михайла         | площа | Загороднього М. П. ім.                                                         | Оболонський              | Оболонь                           | 2012              | 10544       |
| Загородня                    | вул.  | Либідський пров., Загородня, Любченка Панаса                                   | Голосіївський            | Нова Забудова                     | 2015              | 10969       |
| Загребельного Павла          | вул.  | Новомитрофанівська, Раєвського Миколи                                          | Печерський               | Саперне поле                      | 2022              | 11414       |
| Загула Дмитра                | вул.  | Проектна 13076                                                                 | Деснянський              | Селище Радистів                   | 2017              | 13076       |
| Задніпровського Михайла      | вул.  | Щорса (част.) + Кутузова (част.)                                               | Печерський               | Печерськ                          | 2000              | 10545       |
| Задорожний                   | пров. |                                                                                | Голосіївський            | Голосіїв                          | 1935              | 10546       |
| Заканальна                   | вул.  |                                                                                | Дарницький               | Бортничі                          |                   | 12662       |
| Закарпатська                 | вул.  | Голосіївська (2-га)                                                            | Голосіївський            | Мишоловка                         | 1955              | 10547       |
| Закревського Миколи          | вул.  | Нова 3-тя                                                                      | Деснянський              | Вигурівщина-Троєщина              | 1983              | 10548       |
| Заливна                      | вул.  |                                                                                | Голосіївський            | Віта-Литовська                    | 1957              | 10557       |
| Залізнична                   | вул.  |                                                                                | Дніпровський             | Воскресенські сади                |                   | 12456       |
| Залізнична                   | вул.  | Залізничний бул.                                                               | Солом'янський            | Караваєві дачі                    | 1962              | 10549       |
| Залізнична 1-ша              | вул.  |                                                                                | Дніпровський             | СТ «Залізничник»                  |                   | 12424       |
| Залізнична 2-га              | вул.  |                                                                                | Дніпровський             | СТ «Залізничник»                  |                   | 12425       |
| Залізнична 3-тя              | вул.  |                                                                                | Дніпровський             | СТ «Залізничник»                  |                   | 12426       |
| Залізнична 4-та              | вул.  |                                                                                | Дніпровський             | СТ «Залізничник»                  |                   | 12427       |
| Залізничне                   | шосе  | Києво-Курської залізниці + Залізничне                                          | Печерський               | Чорна гора, Звіринець             | ост. тр. XIX ст.  | 10550       |
| Залізняка Максима            | вул.  | Нова                                                                           | Святошинський            | Авіамістечко                      | 1957              | 10551       |
| Залісна                      | вул.  | Нова 71-ша                                                                     | Солом'янський            | Новокараваєві дачі                | 1944              | 10552       |
| Залужна                      | вул.  | Залежна                                                                        | Голосіївський            | Віта-Литовська                    | 2021              | 10555       |
| Залужний                     | пров. | Залежний                                                                       | Голосіївський            | Віта-Литовська                    | 2021              | 10556       |
| Заміський                    | пров. | Нова 236-та вул.                                                               | Дарницький               | Червоний хутір                    | 1953              | 10558       |
| Замковецька                  | вул.  |                                                                                | Подільський              | Біличе поле                       | I чв. XX ст.      | 10559       |
| Замковецький                 | пров. |                                                                                | Подільський              | Біличе поле                       | 1916              | 10560       |
| Заньковецької                | вул.  | Мерингівська, Фірдоусі                                                         | Печерський               | Липки                             | 1944              | 10561       |
| Заозерний                    | пров. | Нова вул.                                                                      | Деснянський              |                                   | 2011              | 11994       |
| Запа́динська                  | вул.  |                                                                                | Подільський              | Кристерова гірка                  | поч. XX ст.       | 10562       |
| Запашний                     | пров. | Червоноармійський 1-й                                                          | Дарницький               | Бортничі                          | 2015              | 12740       |
| Запечерний                   | пров. | Запечерна вул., Запечерний                                                     | Печерський               | Звіринець, Наводничі              | 2009              | 10563       |
| Заплавна                     | вул.  | Червоноармійська                                                               | Дарницький               | Бортничі                          | 2015              | 11844       |
| Заплавний                    | пров. |                                                                                | Дарницький               | Бортничі                          |                   | 12653       |
| Заповітна                    | вул.  | Нова 158-ма                                                                    | Солом'янський            | Совки                             | 1944              | 10564       |
| Заповітний                   | пров. | Ленінський                                                                     | Солом'янський            | Совки                             | 1962              | 10565       |
| Запорізька                   | вул.  |                                                                                | Солом'янський            | Чоколівка                         |                   | 12698       |
| Запорожця Петра              | вул.  | Сухопутна + Ошитківська (част.), Вернадського Академіка                        | Дніпровський             | Воскресенка                       | 1963              | 10567       |
| Заремби Владислава           | пров. | Нова 4-та вул., Радянська вул. (част.), Радянський                             | Голосіївський            | Добрий Шлях                       | 2015              | 11413       |
| Зарецького Віктора           | вул.  | Проектна 12980                                                                 | Голосіївський            | Віта-Литовська                    | 2017              | 12980       |
| Зарічна                      | вул.  | Нова                                                                           | Дарницький               | Осокорки                          | 1955              | 10568       |
| Зарубинецька                 | вул.  | Проектна 13099                                                                 | Подільський              | Рибальський острів                | 2018              | 13099       |
| Зарудного Івана Архітектора  | пров. | Криловський                                                                    | Шевченківський           | Татарка                           | 2022              | 10812       |
| Заслонова Костянтина         | вул.  | Котовського (3-тя), Середня                                                    | Дарницький               | Нова Дарниця                      | 1955              | 10569       |
| Затишна                      | вул.  | Червона, Заплавна                                                              | Дарницький               | Позняки                           | 1955              | 10571       |
| Захарівська                  | вул.  |                                                                                | Подільський              | Куренівка                         | 1860-ті           | 10572       |
| Захисників                   | пров. |                                                                                | Деснянський              | Троєщина                          |                   | 12117       |
| Західна                      | вул.  | Гарматний шлях (част.)                                                         | Солом'янський            | Караваєві дачі                    | 1944              | 10573       |
| Західний                     | пров. |                                                                                | Солом'янський            | Караваєві дачі                    | сер. XX ст.       | 10574       |
| Західно-Кільцева (Міжозерна) | вул.  |                                                                                | Дарницький               |                                   |                   | 12142       |
| Збруцька                     | вул.  | Московська, Гайдай Зої, Москворецька                                           | Святошинський            | Жовтневе                          | 2022              | 11093       |
| Звенигородська               | вул.  | Нова 859-та                                                                    | Святошинський            | Авіамістечко                      | 1953              | 10575       |
| Звіринецька                  | вул.  | Нова 246-та, Новозвіринецька                                                   | Печерський               | Бусове поле, Звіринець            | 1950-ті           | 10576       |
| Звіринецький                 | пров. | Новий № 1                                                                      | Печерський               | Бусове поле, Звіринець            | 1944              | 10577       |
| Зв'язківців                  | вул.  | Перемоги пр-т 15 км                                                            | Святошинський            | Катеринівка                       | 2011              | 12086       |
| Згурівська                   | вул.  |                                                                                | Солом'янський            | Совки                             | 1958              | 10578       |
| Здановської Юлії             | вул.  | Нова, Ломоносова                                                               | Голосіївський            | Голосіїв                          | 2022              | 10947       |
| Здолбунівська                | вул.  | Нова, Позняківська                                                             | Дарницький               | Позняки                           | 1958              | 10579       |
| Зелена                       | вул.  |                                                                                | Дніпровський             |                                   |                   | 12449       |
| Зелена                       | вул.  | Нова 69-та                                                                     | Солом'янський            | Новокараваєві дачі                | 1944              | 10580       |
| Зелена                       | вул.  |                                                                                | Шевченківський           |                                   |                   | 11996       |
| Зеленогірська                | вул.  | Нова                                                                           | Солом'янський            | Чоколівка                         | 1955              | 10581       |
| Зеленого Клину               | вул.  | Нова 868-ма, Уссурійська                                                       | Шевченківський           | Дехтярі, Нивки                    | 2022              | 11743       |
| Зеленого Клину               | пров. | Уссурійський                                                                   | Шевченківський           | Дехтярі, Нивки                    | 2022              | 11744       |
| Зеленого Отамана             | вул.  | Нова, Россошанська                                                             | Дарницький               | Нова Дарниця, Рембаза             | 2022              | 11462       |
| Землянична                   | вул.  |                                                                                | Подільський              | СТ «Зірка»                        |                   | 11997       |
| Землянська                   | вул.  | Видубицький шлях                                                               | Печерський               | Звіринець                         | сер. XX ст.       | 10583       |
| Землянський                  | пров. | Землянська вул. (част.)                                                        | Печерський               | Звіринець                         | 1940              | 10584       |
| Зенітна                      | вул.  | Нова 465-та                                                                    | Солом'янський            | Олександрівська слобідка          | 1944              | 10585       |
| Зерових Братів               | вул.  | Садова, Червонопартизанська                                                    | Солом'янський            | Олександрівська слобідка          | 2016              | 11851       |
| Зимова                       | вул.  | Нова 327-ма                                                                    | Подільський              | Біличе поле                       | 1944              | 10586       |
| Златопільська                | вул.  | Скобелєвська, Пустельна                                                        | Солом'янський            | Олександрівська слобідка          | 1952              | 10588       |
| Змієнка Всеволода            | вул.  | Проектна 12913                                                                 | Подільський              |                                   | 2018              | 12913       |
| Знам'янська                  | вул.  | Нова 215-та                                                                    | Солом'янський            | Новокараваєві дачі                | 1944              | 10589       |
| Зовнішня                     | вул.  | Радянська, Бойченка Олександра                                                 | Дарницький               | Позняки                           | 1964              | 10590       |
| Зодчих                       | вул.  | Нова 1-ша + Нова 21-ша + Нова 22-га + Нова 24-та + Нова 26-та                  | Святошинський            | Микільська Борщагівка             | 1967              | 10591       |
| Золота                       | вул.  | Нова 260-та                                                                    | Дніпровський             | Микільська слобідка               | 1959              | 10592       |
| Золоті джерела               | вул.  |                                                                                | Голосіївський            | Коник                             | 2011              | 11998       |
| Золотоворітська              | вул.  |                                                                                | Шевченківський           | Старе місто                       | 1830-ті           | 10593       |
| Золотоворітський             | пр-д  |                                                                                | Шевченківський           | Старе місто                       | 1830-ті           | 10594       |
| Золотоніська                 | вул.  | Нова 43-тя                                                                     | Голосіївський            | Мишоловка                         | 1944              | 10595       |
| Золотоустівська              | вул.  | Володарського, Златоустівська                                                  | Шевченківський           | Солдатська слобідка               | 2021              | 10596       |
| Золочевська                  | вул.  | Котляревського, Нова 720-та                                                    | Подільський              | Селище Шевченка                   | 1955              | 10597       |
| Золочевський                 | пров. | Нова вул.                                                                      | Подільський              | Селище Шевченка                   | 1955              | 10598       |
| Зоологічна                   | вул.  | Безіменна                                                                      | Шевченківський           | Шулявка                           | 1949              | 10599       |
| Зоотехніків                  | вул.  | Шкільна                                                                        | Дарницький               | Позняки                           | 1955              | 10600       |
| Зорге Ріхарда                | вул.  | Завулок № 4                                                                    | Святошинський            | Перемога                          | 1968              | 10601       |
| Зоряна                       | вул.  | Нова 108-ма                                                                    | Подільський              | Біличе поле                       | 1944              | 10602       |
| Зоряна                       | вул.  |                                                                                | Солом'янський            | Жуляни                            | 2015              | 11999       |
| Зоряний                      | пров. | Нова 109-та вул.                                                               | Подільський              | Біличе поле                       | 1944              | 10603       |
| Зрошувальна                  | вул.  |                                                                                | Дарницький               | Нова Дарниця                      | 1958              | 10604       |

## Зниклі вулиці
| Назва             | Тип   | Район          | Місцевість             | Рік зникнення | Примітка                                |
| ----------------- | ----- | -------------- | ---------------------- | ------------- | --------------------------------------- |
| Забіли Віктора    | вул.  | Дніпровський   | Воскресенська слобідка | 1977          | до 1961 року — Овідіопольський провулок |
| Завальний         | пров. | Дарницький     | с. Осокорки            | 1980-ті       |                                         |
| Заводський        | пров. | Подільський    | Поділ                  | 1977          | промзона                                |
| Загородна         | вул.  | Печерський     | Нова Забудова          | 1980-ті       |                                         |
| Задніпровська     | вул.  | Дарницький     | Воскресенська слобідка | 1980-ті       |                                         |
| Задніпровський    | пров. | Дарницький     | Воскресенська слобідка | 1980-ті       |                                         |
| Задорожна         | вул.  | Московський    | Голосіїв               | 1970-ті       |                                         |
| Закарпатський 1-й | пров. | Московський    | Мишоловка              | 1977          | до 1957 року — Новий провулок.          |
| Закарпатський 2-й | пров. | Московський    | Мишоловка              | 1977          | до 1957 року — Новий провулок.          |
| Заливна           | вул.  | Подільський    | Пріорка                | 1980-ті       |                                         |
| Заливний          | пров. | Подільський    | Пріорка                | 1980-ті       |                                         |
| Залізничний       | пров. | Жовтневий      | Караваєві дачі         | 1977          |                                         |
| Залізняка         | пров. | Жовтневий      | Святошин               | 1977          |                                         |
| Залізняка         | вул.  | Московський    | Совки                  | 1977          | до 1944 року — 37-ма Нова               |
| Запа́динський      | пров. | Подільський    | Вітряні гори           | 1980-ті       |                                         |
| Запорізька        | пл.   | Дарницький     | Труханів острів        | 1943          |                                         |
| Захарівський      | пров. | Подільський    | Куренівка              | 1977          |                                         |
| Заремби           | вул.  | Дніпровський   | Воскресенська слобідка | 1970-ті       | до 1961 року — Овідіопольська вулиця    |
| Затишний          | пров. | Дарницький     | Нові Позняки           | 1990-ті       |                                         |
| Збруцька          | вул.  | Ленінградський | Ґалаґани               | 1980-ті       | існує як проїзд без назви               |
| Звенигородська    | вул.  | Дарницький     | Труханів острів        | 1943          |                                         |
| Звенигородський   | пров. | Ленінградський | Святошин               | 1977          |                                         |
| Зв'язкова         | вул.  | Подільський    | Пріорка, Вітряні гори  | 1980-ті       |                                         |
| Земський          | пров. | Залізничний    | Чоколівка              | 1980-ті       |                                         |
| Зовнішній         | пров. | Дарницький     | Старі Позняки          | 1980-ті       |                                         |
| Зорге             | вул.  | Дніпровський   | Вигурівщина            | 1983          |                                         |
| Зустрічна         | вул.  | Подільський    | Вітряні гори           | 1980-ті       |                                         |
| Зустрічний        | пров. | Подільський    | Вітряні гори           | 1980-ті       |                                         |

## Перейменовані вулиці
| Стара назва                                 | Нова назва                    | Район                       | Дата перейменування | Сучасна назва                 |
| ------------------------------------------- | ----------------------------- | --------------------------- | ------------------- | ----------------------------- |
| Заболотна                                   | Карпенко-Карого               | Дарницький                  | 1955                | Карпенка-Карого               |
| Завальна (2-га)                             | Чаплигіна пров.               | Подільський                 | 1955                | Чаплигіна пров.               |
| Заводська (2-га)                            | Устинівський пров.            | Залізничний                 | 1955                | Устинівський пров.            |
| Заводська (3-тя)                            | Чайковського                  | Кагановичський              | 1955                | Чайковського                  |
| Заводська + Бульйонська                     | Бульйонська                   | Либідська дільниця          | 1910-ті             | Малевича Казимира             |
| Завулок № 1                                 | Ірчана Мирослава              | Жовтневий                   | 1968                | Ірчана Мирослава              |
| Завулок № 2                                 | Пухова Генерала               | Жовтневий                   | 1968                | Всеволода Ярославича Князя    |
| Завулок № 3                                 | Узинська                      | Жовтневий                   | 1968                | Узинська                      |
| Завулок № 4                                 | Зорге Ріхарда                 | Жовтневий                   | 1968                | Зорге Ріхарда                 |
| Завулок № 5                                 | Терещенка Миколи              | Жовтневий                   | 1968                | Терещенка Миколи              |
| Завулок № 6                                 | Кузнєцова Миколи              | Жовтневий                   | 1968                | Бабія Олеся                   |
| Завулок № 7                                 | Гурамішвілі Давида            | Жовтневий                   | 1968                | Гурамішвілі Давида            |
| Завулок № 8                                 | Авдієнка Генерала             | Жовтневий                   | 1968                | Авдєєнка Генерала             |
| Загороднього М. П. пл.                      | Загороднього Михайла пл.      | Оболонський                 | 2012                | Загороднього Михайла          |
| Загородня                                   | Золотоустівська               | Старокиївська частина       | 1869                | Золотоустівська               |
| Загородня (част.)                           | Любченка Панаса               | Московський                 | 1977                | Загородня                     |
| Загородня                                   | Тупталівська                  | Плоська частина             | 1869                | ліквідовано                   |
| Загородня Лук'янівська                      | Половецька                    | Старокиївська частина       | 1869                | Половецька                    |
| Загородня середня                           | Золотоустівська               | Старокиївська частина       | 1869                | Золотоустівська               |
| Залежна                                     | Залужна                       | Голосіївський               | 2021                | Залужна                       |
| Залежний пров.                              | Залужний пров.                | Голосіївський               | 2021                | Залужний пров.                |
| Заливчого                                   | Головіна                      | Залізничний                 | 1938                | Фізкультури                   |
| Заливчого                                   | Совська                       | Залізничний, Кагановичський | 1944                | Фізкультури                   |
| Заливчого                                   | Фізкультури                   | Залізничний                 | 1952                | Фізкультури                   |
| Залізнична                                  | Болотникова Івана             | Ленінградський              | 1974                | ліквідовано                   |
| Залізнична (2-га)                           | Болотникова                   | Дарницький                  | 1955                | ліквідовано                   |
| Залізничний бул.                            | Залізнична                    | Жовтневий                   | 1962                | Залізнична                    |
| Залки Мате                                  | Архипенка Олександра          | Оболонський                 | 2016                | Архипенка Олександра          |
| Заломова Петра                              | Яновського Феофіла            | Солом'янський               | 2021                | Яновського Феофіла            |
| Замковецька (2-га)                          | Старицького                   | Подільський                 | 1955                | Старицького                   |
| Замковецька (3-тя)                          | Старицького пров.             | Подільський                 | 1955                | Старицького пров.             |
| Запечерна                                   | Ковніра Степана               | Печерський                  | 1961                | ліквідовано                   |
| Запечерно-лабораторна                       | Нестора-літописця             | Печерський                  | 1961                | ліквідовано                   |
| Запещерна                                   | Запечерний пров.              | Кіровський                  | 1940                | Запечерний пров.              |
| Запорожця Петра                             | Інтернаціонального легіону    | Деснянський                 | 2022                | Інтернаціонального легіону    |
| Зарудного (кол. Поліцейська)                | Федорова                      | Залізничний                 | 1938, 1944          | Федорова Івана                |
| Засарайна                                   | Аносівська                    | Печерська дільниця          | 1904                | Ковніра Степана               |
| Засарайна                                   | Госпітальна                   | Кіровський                  | 1938                | ліквідовано                   |
| Затєвахіна Полковника                       | Пустинська                    | Голосіївський               | 2023                | Пустинська                    |
| Затонського                                 | Кооперативна 6-та             | Дарницький                  | 1940-ві             | ліквідовано                   |
| Затонського                                 | Донця Михайла                 | Жовтневий                   | 1991                | Донця Михайла                 |
| Зашиянівська                                | Арсенальна                    | Печерська дільниця          | поч. XX ст.         | Арсенальна                    |
| Звіринецька                                 | Тверська                      | Либідська дільниця          | 1901                | Ґедройця Єжи                  |
| Здвизька                                    | Петровського                  | Залізничний                 | 1961                | Світличного Івана             |
| Здвизький пров.                             | Міцкевича Адама вул.          | Залізничний                 | 1961                | Міцкевича Адама вул.          |
| Зелінського Академіка                       | Покровська                    | Подільський                 | 1990                | Покровська                    |
| Зелінського Академіка пров.                 | Покровський пров.             | Подільський                 | 2023                | Покровський пров.             |
| Землянська                                  | Землянський Вал               | Печерський                  | 1944                | ліквідовано                   |
| Землянська (2-га)                           | Землянський зав.              | Кіровський                  | 1940                | Землянський пров.             |
| Землянська                                  | Краєвидна                     | Печерський                  | 1944                | ліквідовано                   |
| Землянська                                  | Нагірно-Печерська             | Печерський                  | 1944                | ліквідовано                   |
| Землянська                                  | Ново-Ботанічна                | Печерський                  | 1944                | ліквідовано                   |
| Землянська (3-тя) + Землянський (2-й) пров. | Ново-Ботанічна                | Кіровський                  | 1940                | ліквідовано                   |
| Землянська (5-та)                           | Нагірно-Печерська             | Кіровський                  | 1940                | ліквідовано                   |
| Землянський пров.                           | Висотний пров.                | Печерський                  | 1944                | ліквідовано                   |
| Землянський (3-й) пров.                     | Краєвидний пров.              | Кіровський                  | 1940                | ліквідовано                   |
| Землянський (4-й) пров.                     | Малий пров.                   | Кіровський                  | 1940                | ліквідовано                   |
| Землячки                                    | Яблонської Тетяни             | Солом'янський               | 2005                | Яблонської Тетяни             |
| Земська                                     | Повітрофлотський пр-т (част.) | Залізничний                 | 1969                | Повітрофлотський пр-т (част.) |
| Златоустівська                              | Володарського                 |                             | 1920-ті             | Золотоустівська               |
| Златоустівська                              | Володарського                 | Жовтневий                   | 1944                | Золотоустівська               |
| Златоустівська                              | Золотоустівська               | Шевченківський              | 2021                | Золотоустівська               |
| Зовнішня                                    | Степового Якова               | Печерський                  | 1969                | Степового Якова               |
| Золота                                      | Університетська               | Старокиївська частина       | 1830-ті             | Володимирська                 |
| Золотоустівський пров.                      | Житомирська                   | Старокиївська частина       | 1850-ті             | Велика Житомирська            |
| Золотохрещатицька                           | Васильчиківська               | Старокиївська частина       | 1863                | Прорізна                      |
|                                             |                               |                             |                     |                               |